# 33117 Ashinimodi
33117 Ashinimodi è un asteroide della fascia principale. Scoperto nel 1998, presenta un'orbita caratterizzata da un semiasse maggiore pari a 2,3822968 UA e da un'eccentricità di 0,1772043, inclinata di 4,45691° rispetto all'eclittica.